# Turn 10 Studios
Turn 10 Studios — американський розробник відеоігор, що базується в Редмонді, штат Вашингтон. Компанія була заснована в 2001 році в складі Microsoft Game Studios (зараз відома як Xbox Game Studios) для розробки серії Forza Motorsport для платформи Xbox. Останньою грою, розробленою виключно Turn 10, є восьма Forza Motorsport, випущена у 2023 році.

## Історія
Turn 10 Studios була заснована у 2001 році компанією Microsoft у рамках підрозділу Microsoft Game Studios для розробки серії перегонів, яка згодом стала відомою під назвою Forza. На момент заснування студії більшість співробітників мали досвід у виданні ігор, таких як Project Gotham Racing та Golf 4.0, але не були залучені до розробки ігор. У жовтні 2014 року на студії працювало близько 100 штатних співробітників, а також від 100 до 200 контрактників.

## Розроблені ігри
| Рік  | Назва              | Платформа                | Коментарі                                                                     |
| ---- | ------------------ | ------------------------ | ----------------------------------------------------------------------------- |
| 2005 | Forza Motorsport   | Xbox                     | —                                                                             |
| 2007 | Forza Motorsport 2 | Xbox 360                 | —                                                                             |
| 2009 | Forza Motorsport 3 | Xbox 360                 | —                                                                             |
| 2011 | Forza Motorsport 4 | Xbox 360                 | —                                                                             |
| 2013 | Forza Motorsport 5 | Xbox One                 | —                                                                             |
| 2015 | Forza Motorsport 6 | Xbox One, Windows        | Версія для Windows 10, вийшла під назвою Forza Motorsport 6: Apex у 2016 році |
| 2017 | Forza Motorsport 7 | Xbox One, Windows        | —                                                                             |
| 2023 | Forza Motorsport   | Xbox Series X/S, Windows | —                                                                             |

## Технології
Turn 10 розробляє і використовує власний ігровий рушій під назвою ForzaTech і власний редактор під назвою Fuel, який дозволяє декільком художникам одночасно працювати на одному рівні, в першу чергу, над автомобілями і перегоновими трасами.